# ألبرتو دي أوليفيرا
ألبرتو دي أوليفيرا (بالبرتغالية: Antônio Mariano de Oliveira) هو صيدلي ومدرس وكاتب وشاعر برازيلي، ولد في 28 أبريل 1857 في Saquarema ‏ في البرازيل، وتوفي في 19 يناير 1937 في نيتيروي في البرازيل.